# Repisko (geomorfologický podcelek)
Repisko je geomorfologický podcelek Spišské Magury. Nejvyšším bodem je stejnojmenný vrch s výškou (1259 m n. m.) Na území podcelku leží geomorfologická část Osturnianská brázda.

## Vymezení
Podcelek zabírá západní část pohoří a ze severu je vymezen státní hranicí s Polskem. Jihozápadním směrem území klesá do Ždiarské brázdy, která patří do Podtatranské brázdy, jižně sousedí Východní Tatry (podcelek Tater) a Popradská kotlina (podcelek Podtatranské kotliny). Východním směrem pokračuje Spišská Magura podcelkem Veterný vrch, přičemž hranice mezi nimi vede Magurským sedlem. 

## Vybrané vrcholy
- Repisko (1259 m n. m.) - nejvyšší vrch podcelku i pohoří
- Príslop (1214 m n. m.)
- Prehrštie (1209 m n. m.)
- Magurka (1193 m n. m.)
- Smrečiny (1158 m n. m.)

## Chráněná území
Prakticky celé území je součástí ochranného pásma národního parku, západní část patří přímo pod Tatranský národní park. Jeho ochranné pásmo zabírá jižní část po Bachledovu dolinu. Území ležící severně od hlavního hřebene je součástí ochranného pásma Pieninského národního parku. Z maloplošných území zde leží:
- Jezerské jezero - přírodní rezervace
- Veľké jazero - přírodní rezervace
- Malé jezera - přírodní rezervace
- Grapa - přírodní rezervace
- Goliašová - přírodní rezervace
- Pod Črchľou - přírodní rezervace
- Osturnianské jezero - přírodní památka [2]

## Turismus
Hřebenem pohoří od střediska Strednica prochází  modře značený turistický chodník, který vede přes Magurské sedlo až do Vyšných Ružbách. Na hlavní trasu se připojují chodníky z obcí v okolí, které zároveň nabízejí i ubytovací možnosti. Z hřebene je jedinečný výhled na Belianské Tatry. Atraktivní jsou lyžařská střediska Strednica a Bachledova dolina, které stále více lákají turisty i během letní sezóny. Unikátním se stal chodník korunami stromů. 